# Уряд Тоні Блера

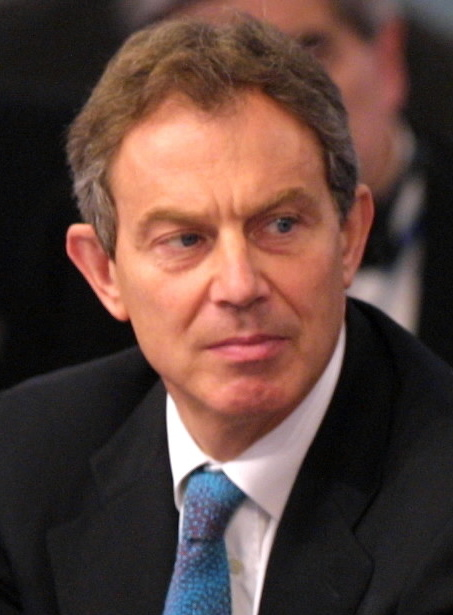
Тоні Блер

Уряд Тоні Блера (англ. Blair ministry) — 90-й, 91-й і 92-й уряд Сполученого Королівства Великої Британії та Північної Ірландії під головуванням Тоні Блера (1997–2007).

## Перший кабінет (1997—2001)

### Формування
1 травня 1997 Лейбористська партія здобула перемогу на парламентських виборах, перервавши 18-річне правління консерваторів. Лейбористи отримали 419 місць у Палаті громад проти 165 у Консервативної партії і 46 — у ліберальних демократів. За підсумками виборів лідер лейбористів Тоні Блер сформував свій перший кабінет, ставши наймолодшим прем'єр-міністром Сполученого Королівства з 1812 року, коли уряд очолив лорд Ліверпул.
Ряд політичних оглядачів зазначали, що тривала відсутність лейбористів у виконавчій владі могла створити для них проблеми: у тіньовому кабінеті Блера не було жодної людини з досвідом роботи в уряді, за винятком Джона Морріса, але він не увійшов до першого кабінету Блера, обійнявши посаду генерального прокурора Англії та Уельсу.

### Зміни
27 липня 1998 Блер справив перестановки в уряді, у результаті яких кабінет залишили міністр соціального страхування Гаррієт Гарман, міністр транспорту Гевін Стренг, канцлер герцогства Ланкастерського Девід Кларк і лідер Палати лордів Айвор Річард. Новачок кабінету Пітер Мандельсон призначений міністром торгівлі і промисловості, головний парламентський організатор Нік Браун — міністром сільського господарства, Стівен Байєрс — старшим секретарем Казначейства, Маргарет Джей — лідером Палати лордів і міністром у справах жінок, міністр сільського господарства Джек Каннінгем — міністром Кабінету і канцлером герцогства Ланкастерського. Молодший міністр оборони Джон Рейд призначений міністром транспорту, але буде брати участь у засіданнях Кабінету тільки у разі потреби. Міністр торгівлі та промисловості Маргарет Бекетт переміщена на посаду лідера Палати громад, а лідер Палати громад Енн Тейлор стала старшим партійним організатором, а ця посада включена до складу кабінету. Старший секретар Казначейства Алістер Дарлінг отримав крісло міністра соціального страхування.
29 жовтня 1998 міністр у справах Уельсу Рон Девіс вийшов з кабінету, щоб обійняти посаду першого міністра Уельсу, а його колишнє крісло зайняв Алан Майкл.
23 грудня 1998 Пітер Мандельсон подав Блеру лист про відставку з посади міністра торгівлі і промисловості після скандалу з позикою на покупку будинку у розмірі 373 тис. фунтів стерлінгів від керівника Рахункової палати Джеффрі Робінсона, про який він не заявив парламентським контрольним структурам. Звільнене крісло зайняв старший секретар Казначейства Стівен Байєрс, а його у свою чергу замінив Алан Мілберн.
17 травня 1999 Дональд Дьюар був призначений першим міністром Шотландії і залишив кабінет, а міністром у справах Шотландії замість нього став Джон Рейд.
29 липня 1999 міністр у справах Уельсу Алан Майкл вийшов з кабінету у зв'язку з призначенням його на посаду першого міністра Уельсу, його місце в уряді зайняв Пол Мерфі.
11 жовтня 1999 у кабінеті відбулася нова хвиля перестановок. Ряд членів уряду залишили його: міністр оборони Джордж Робертсон отримав призначення на посаду генерального секретаря НАТО, міністр охорони здоров'я Френк Добсон вирішив взяти участь у виборах мера Лондона, міністр Кабінету і канцлер герцогства Ланкастерського Джек Каннінгем достроково пішов у відставку. Джефф Хун став міністром оборони, Ендрю Сміт став старшим секретарем Казначейства, а його попередник Алан Мілберн перемістився у крісло міністра охорони здоров'я. Пітер Мандельсон повернувся до Кабінету на посаду міністра у справах Північної Ірландії, а Мо Маулем, що звільнила це місце, стала міністром Кабінету і канцлером герцогства Ланкастерського.
24 січня 2001 вдруге залишив Кабінет міністр у справах Північної Ірландії Пітер Мандельсон, що стало безпрецедентною подією в історії британських урядів. Причиною відставки стало визнання, що Мандельсон робив суперечливі заяви щодо заяви індійського мільйонера Срічанда Хінджуа (Srichand Hinduja) на отримання британського паспорта, хоча Мандельсон при цьому заперечував допущення ним будь-яких порушень. Міністр у справах Шотландії Джон Рейд зайняв його крісло, а новачок Кабінету Хелен Ліддел отримала колишній портфель Рейда.